# 게리 록우드

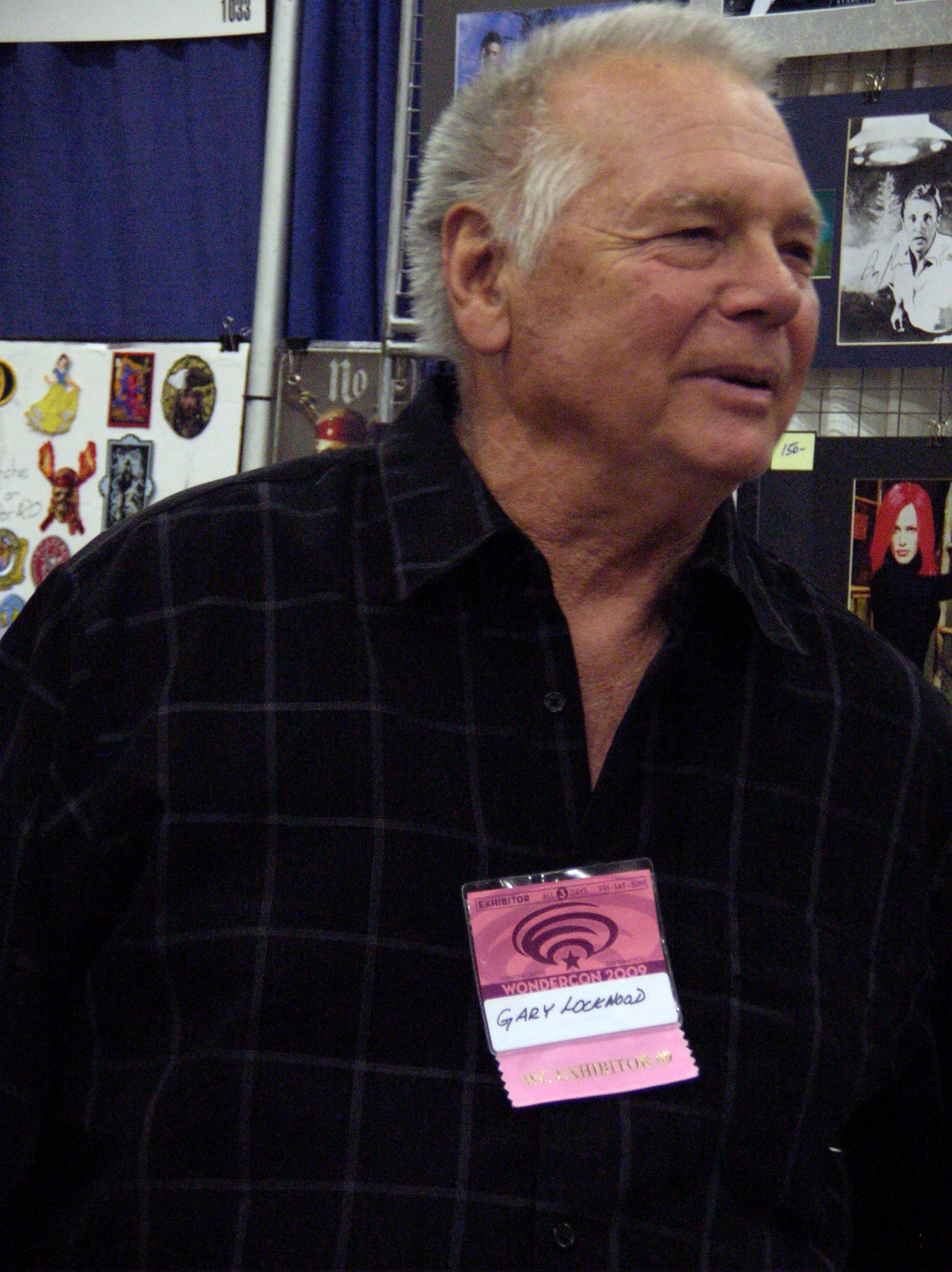

게리 록우드(John Gary Yurosek, 1937년 2월 21일 ~ )는 미국의 배우, 각본가, 배우이다.
밴나이즈에서 태어났다.

## 출연 작품
- 허수아비 (1995년)
- 흑과 백의 분노 (1987, The Wild Pair)
- 6백만 달러의 사나이와 소머즈 (1987년)
- 서바이벌 존 (1983년)
- 후커와 로마노 (1982년)
- 모델 샵 (1969년)
- 2001 스페이스 오디세이 (1968년) - 닥터 프랭크 풀 역
- 스타 트렉 (1966년)
- 잇 해펀드 앳 더 월드 페어 (1963년)
- 7인의 기사 (1962년)
- 와일드 인 더 컨트리 (1961년)
- 초원의 빛 (1961년)
- 워락 (1959년)

### 텔레비전
- 닥터 게논 (1969년)
- 달리는 사이먼 (1981년)
- 더 폴 가이 (1981년)
- 서부의 형제 - 시리즈 (1976년)
- 6백만 달러의 사나이 - TV 시리즈 (1974년)
- 명탐정 바나비 존즈 (1973년)
- 페리 메이슨 (1957년)
- 딜론 보안관 (1955년)
- 디즈니랜드 (1954년) - 브렛 해스켈 역